# Volker Ahmels
Volker Ahmels (* 15. November 1961 in Hamburg) ist ein deutscher Pianist, Diplommusikpädagoge, Vorsitzender des Landesausschusses „Jugend musiziert“ Mecklenburg-Vorpommern, Direktor des Konservatoriums „Johann Wilhelm Hertel“ der Landeshauptstadt Schwerin und Leiter des "Zentrums für Verfemte Musik" der Hochschule für Musik und Theater Rostock.

## Biographisches
Durch seine Eltern (Pianistin und Chorsänger) gefördert, erhielt er mit 6 Jahren bereits Klavierunterricht. 1980 bekam er einen ersten nationalen Musikpreis und begann im Anschluss sein Klavierstudium an der Musikhochschule Lübeck bei Hartmut Leistritz. Nach Abschluss des Studiums nahm er an internationalen Interpretationskursen teil, wobei sein besonderes Interesse der zeitgenössischen Musik galt. 1991 wurde er zum Direktor des Konservatoriums „Johann Wilhelm Hertel“ der Landeshauptstadt Schwerin, Mecklenburg-Vorpommern, berufen. Als Vorstandsvorsitzender des Landesverbandes Jeunesses Musicales Mecklenburg-Vorpommern ist er Begründer des seit 2001 ausgetragenen Internationalen Interpretationswettbewerbs Verfemte Musik und des dazugehörenden Festivals Verfemte Musik. Seit 2008 ist Volker Ahmels Leiter des "Zentrums für Verfemte Musik" der Hochschule für Musik und Theater Rostock und seit 2013 ist er dort Dozent für Musikpädagogik. 2018 bekam er für sein Engagement das Bundesverdienstkreuz am Bande.

## Künstlerisches
1990 begegnete er dem Komponisten Luigi Nono in Avignon, der ihn zu dem musikalisch-literarischen Konzertprojekt "Fluchtpunkt Venedig" inspirierte. Auf zahlreichen Konzerten und Festivals, unter anderem dem Schleswig-Holstein Musikfestival, führte er es zusammen mit dem Schauspieler Christoph Bantzer auf. Sein internationales Debüt als Pianist hatte er am Théâtre du Châtelet in Paris. Als Solist, Kammermusiker und im Klavierduo mit Friederike Haufe konzertiert er regelmäßig in Deutschland, Europa und in den USA.

## Programmatisches
Die Erinnerung an Theresienstadt und seine Künstler bildet einen besonderen Schwerpunkt in seiner pianistischen und pädagogischen Arbeit. Er entwickelte 1999 gemeinsam mit israelischen und tschechischen Partnern die internationalen Meisterkurse "History, Music & Remembrance", die in Israel, Schwerin und Prag bis 2003 stattfanden. Alle 2 Jahre führt er seit 2001 als Wettbewerbsleiter den "Internationalen Interpretationswettbewerb Verfemte Musik" in Schwerin, Mecklenburg-Vorpommern, durch.

## Preise
- 2004 Bundespreis "Invention", Förderpreis des Deutschen Musikrates
- 2007 Bundespreis "Kinder zum Olymp! – Schulen kooperieren mit Kultur"
- 2009 Golden Star Award der Europäischen Union
- 2012 Bundespreis "Aktiv für Demokratie und Toleranz"
- 2018 Bundesverdienstkreuz am Bande
- 2019 "Kunst- und Kulturpreis der Stiftung Sparkasse Mecklenburg-Schwerin"

## Schach
Volker Ahmels ist auch als Schachspieler bekannt. 1976 wurde er deutscher C-Jugendmeister, 1978 Zweiter bei der deutschen B-Jugendmeisterschaft. Mit dem SK Johanneum Eppendorf spielte er in der Saison 1981/82 in der höchsten deutschen Spielklasse, der Schachbundesliga, außerdem spielte er mit dem SK Johanneum Eppendorf und dem Lübecker Schachverein von 1873 in der 2. Bundesliga. Seine höchste Elo-Zahl war 2275 von Juli 1988 bis Dezember 1990.